# Halima (Ghassanides)
Pour les articles homonymes, voir Halima.
Halima était une princesse des Ghassanides, fille du roi Al-Harith V ibn Jabalah. En 529, elle mène une bataille contre les Lakhmides, lesquels avaient sacrifié son frère à leur déesse.

## Le Jour de Halima
Bien que les deux grands empires étaient en paix en Mésopotamie après la trêve de 545, le conflit entre leurs alliés arabes continua. Lors d’un raid, Mundhir captura l’un des fils d'Harith et le fit sacrifier. Peu après cependant, les Lakhmides subirent une lourde défaite lors d’une bataille rangée entre les deux armées arabes,,, mais les raids se poursuivirent en Syrie. Lors de l’un de ces raids, en juin 554, Harith rencontra Mundhir à la décisive bataille de Yawm Halima (en) (le « Jour de Halima », nommé en l'honneur de la fille d'Harith, Halima), célébrée dans la poésie arabe pré-islamique[Laquelle ?], près de Chalcis. Les Lakhmides furent vaincus, Mundhir tué sur le champ de bataille et Harith y perdit son fils aîné Jabalah,. 
Avant cette bataille, la princesse Halima avait elle-même oint de parfum les soldats de l'armée de son père.